# Hyphessobrycon griemi
Hyphessobrycon griemi és una espècie de peix de la família dels caràcids i de l'ordre dels caraciformes.

## Morfologia
- Els mascles poden assolir 2,6 cm de llargària total.[5]

## Alimentació
Menja cucs, crustacis i matèria vegetal.

## Hàbitat
Viu a àrees de clima tropical entre 23 °C - 28 °C de temperatura.

## Distribució geogràfica
Es troba a Sud-amèrica: rius costaners entre São Paulo i Santa Catarina (Brasil).